# Farmington (California)
Farmington è un census-designated place degli Stati Uniti d'America nella contea di San Joaquin, nello Stato della California.